# Binkelj
Binkelj este o localitate din comuna Škofja Loka, Slovenia, cu o populație de 169 de locuitori.